# Camponotus saxatilis
Camponotus saxatilis är en myrart som beskrevs av Mikhail Dmitrievich Ruzsky 1895. Camponotus saxatilis ingår i släktet hästmyror, och familjen myror. Inga underarter finns listade.